# Hennin

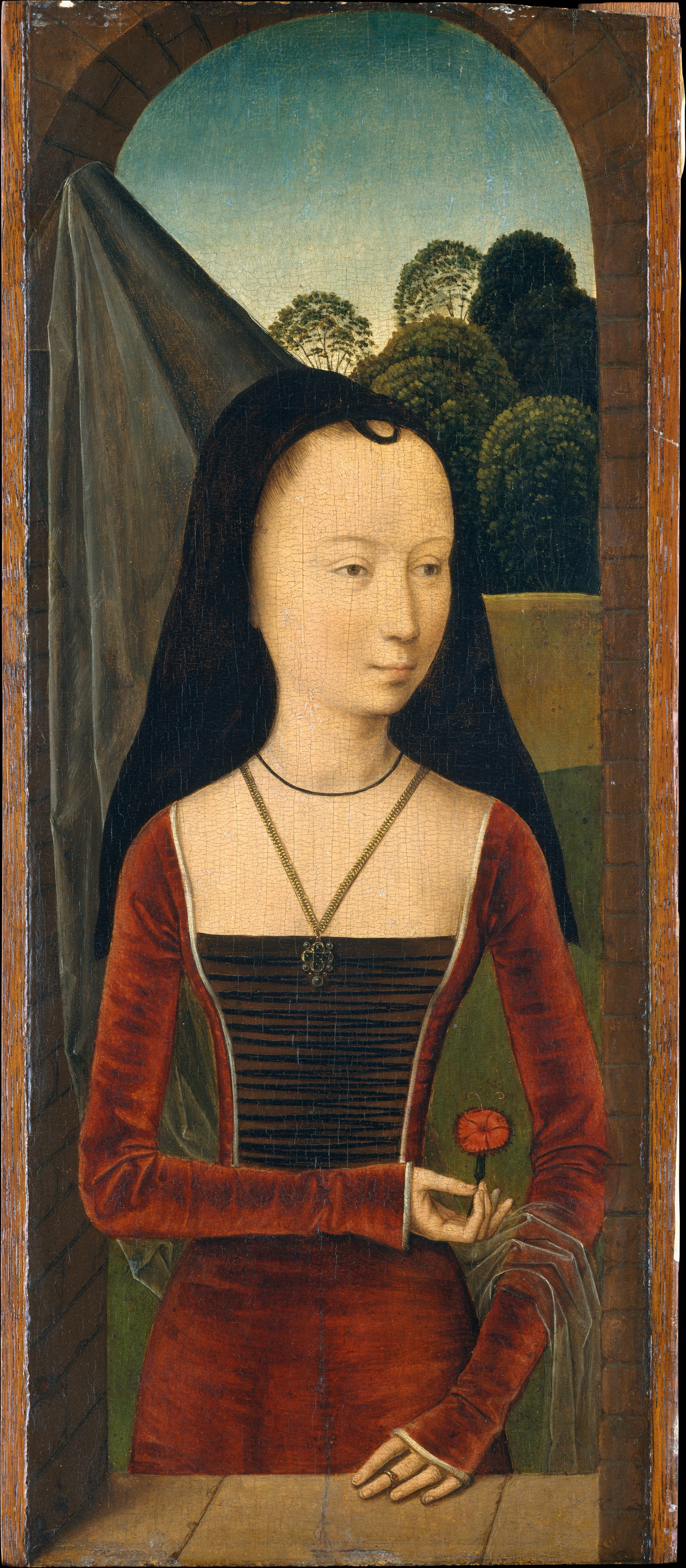
Giovane donna indossa un Hennin (dal Dittico dell'allegoria del Vero Amore del 1485-90, di Hans Memling)

L'hennin (pronuncia originale francese [enɛ̃ˈ], probabilmente dall'olandese hennink 'gallo', in riferimento alla cresta) è un antico copricapo femminile a forma di cono allungato, associato generalmente alle fate delle fiabe. In realtà questo copricapo è storicamente esistito: comparso nelle Fiandre alla fine del XIV secolo, fu di gran moda nei ceti più alti della società per tutto il Quattrocento tra Paesi Bassi, Francia settentrionale (Borgogna), parte dell'Inghilterra e alcune aree tedesche. Ebbe comunque la sua massima diffusione nella seconda metà del XV secolo; fu quindi un caratteristico accessorio della moda cosiddetta "tardogotica".

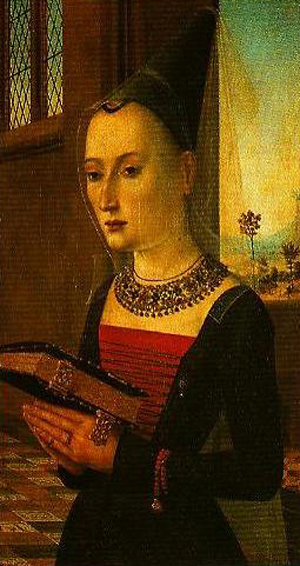
Ritratto di Maria Bonciani di Ignoto fiammingo, XV secolo, (Galleria degli Uffizi Firenze)

Si trattava di un lungo cono appuntito, di lunghezza variabile tra i 50 e i 90 cm circa, generalmente in cartone o tela inamidata che veniva poi rivestito con tessuti preziosi come ad esempio la seta. Dallo hennin partiva poi un ampio velo leggerissimo e trasparente che ricadeva generalmente sul viso e sulle spalle, arrivando a volte a toccare terra.
Questo copricapo non copriva tutta la testa, bensì era di circonferenza assai ristretta: i capelli che spuntavano sulla fronte venivano rasati di modo che non si vedessero, lasciando solo un minuscolo triangolo in centro alla fronte. L'effetto era quello di un'alta fronte arrotondata (cosa che oggi possiamo osservare nei ritratti femminili di molti dipinti nordici dell'epoca); in particolare durante il Basso Medioevo, infatti, la fronte alta era considerata un attributo di grande bellezza nelle donne. Questi particolari cappelli venivano fissati in equilibrio sul capo grazie a una sorta di cerchio metallico stretto intorno alla testa.
Dallo hennin si svilupparono poi diverse, fantasiose varianti a forma di mezzaluna, o "a corna". In Italia questo tipo di cappello, peraltro non particolarmente diffuso, veniva chiamato sella quando aveva la forma a due punte.

## Origine
Sembra che l'hennin derivi dal boqta, tipico copricapo delle regine mongole. Marco Polo portò uno di questi copricapi a Venezia di ritorno dal suo viaggio, da questo esplose la moda (estesasi poi in tutta Europa) del cappello femminile molto alto sostituendo i tipici veli fluenti alle piume di pavone dell'originale mongolo.
È stato scritto che il caratteristico cappello chiamato hennin è una moda da collegare alle Crociate in Terra Santa. I crociati avrebbero cambiato la moda a partire dal XIII secolo, «venuti a contatto con la vita, gli usi e i costumi dei cittadini di Bisanzio, ammirarono ed apprezzarono altamente anche gli abiti». Lo stesso articolo, che è illustrato da diverse immagini tra le quali si sottolinea «la grazia del caratteristico cappello chiamato hennin», presenta il ritratto di Maria Bonciani di Ignoto fiammingo alla Galleria degli Uffizi. «Verso il 1380 (...) appare nel costume femminile una delle acconciature più strane di tutti i tempi, il copricapo a forma di cono chiamato "hennin"». Un altro tassello da aggiungere riguarda Isabella di Baviera che introdusse in Francia l'hennin o cappello alla siriana. Ella è «ricordata per aver fatto alzare le porte del palazzo di "Vincennes" al fine di facilitare il suo passaggio e quello delle sue dame».

## Galleria d'immagini

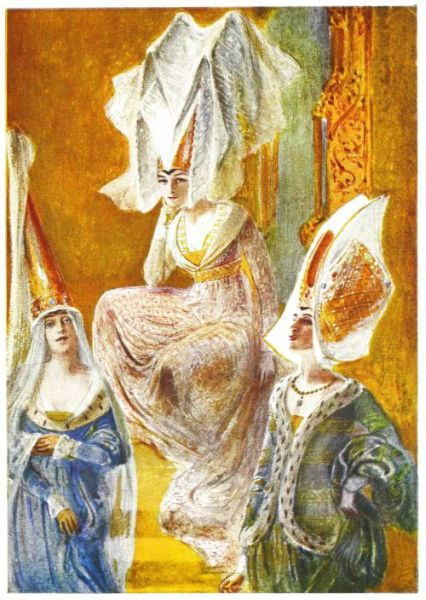
Vari stili di hennin.
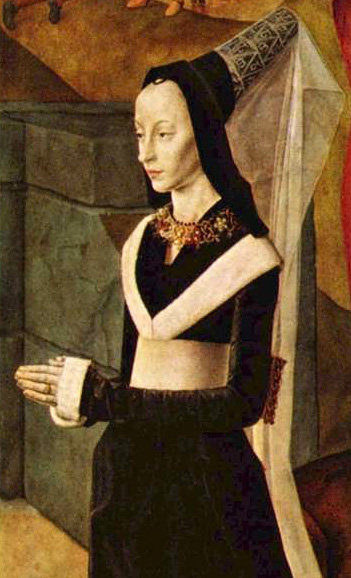
Hans Memling, Ritratto di Maria Portinari di Bruges con un tipo di hennin troncato alto, 1476–78.
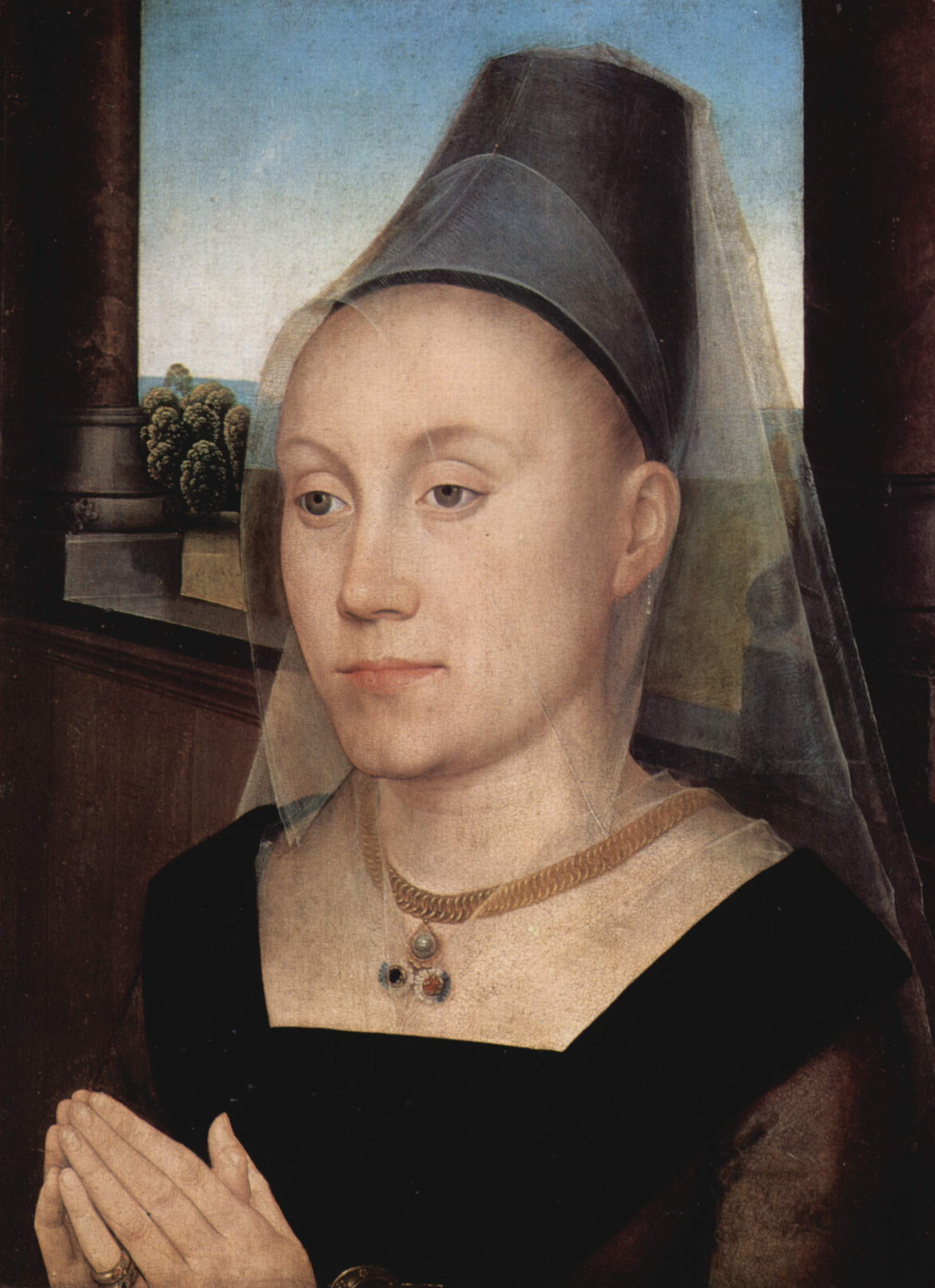
Ritratto di Barbara van Vlaendenbergh che indossa un hennin troncato, Borgogna, ca. 1480
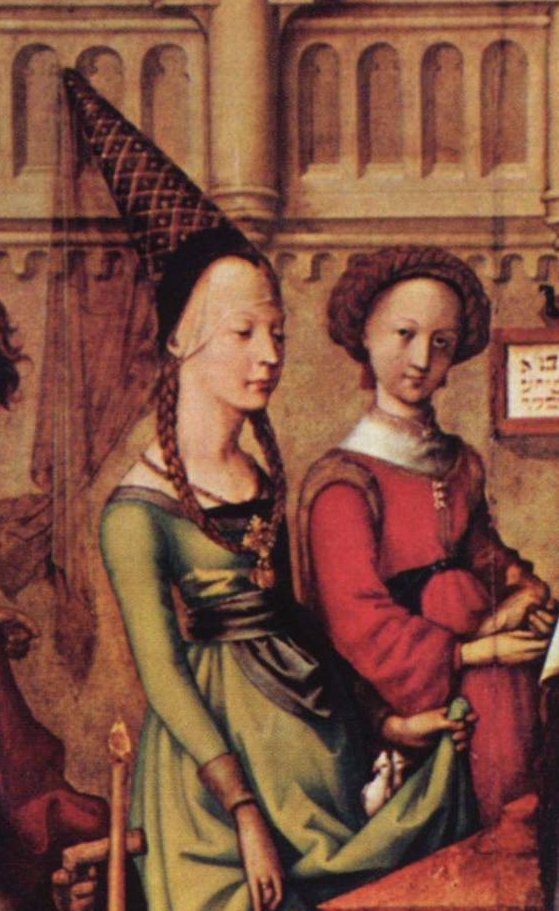
Hennin indossato da una sposa, particolare della Presentazione di Gesù al Tempio di Hans Holbein il Vecchio, 1500–01, Basilea.
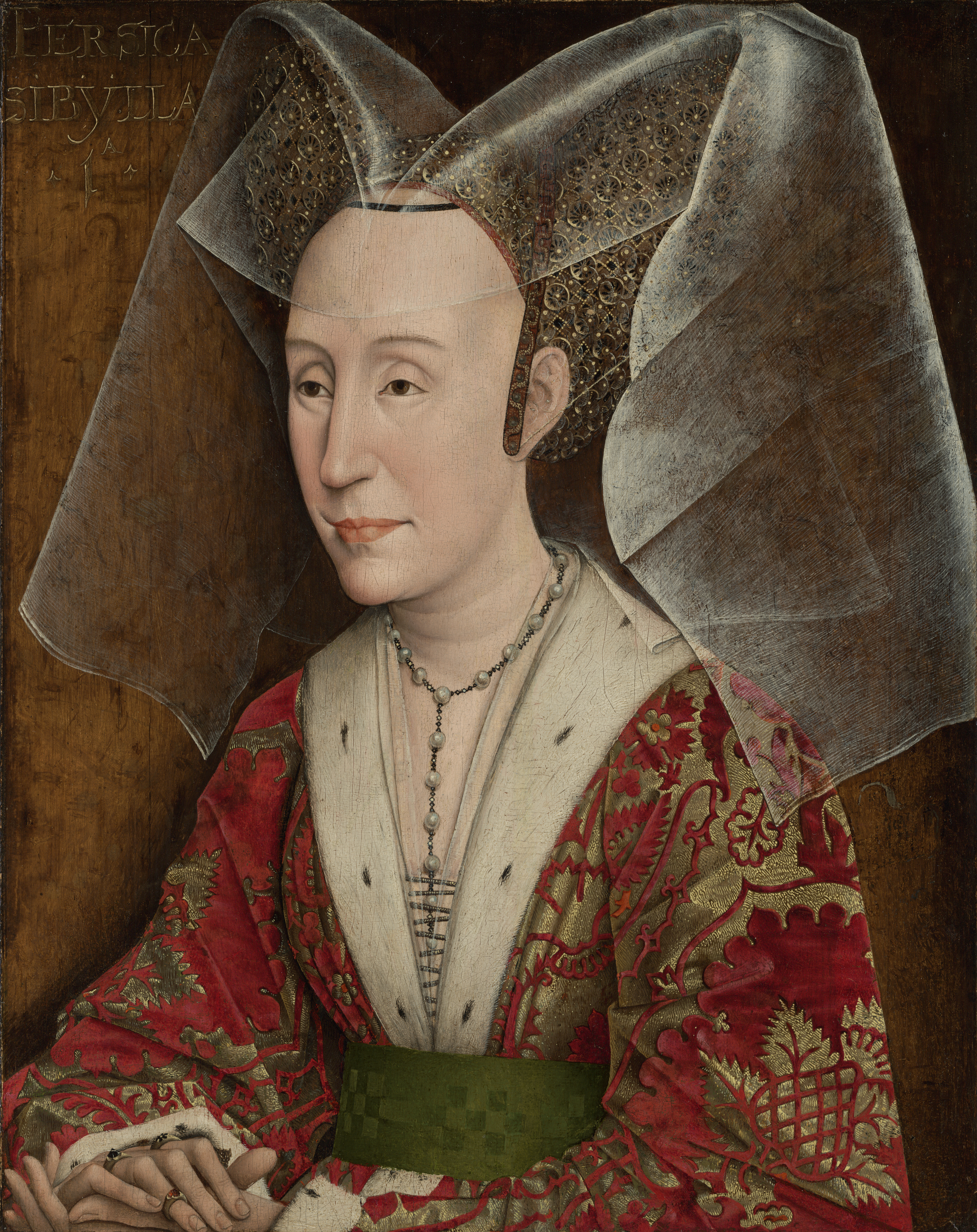
Bottega di Rogier van der Weyden, Ritratto di Isabella del Portogallo. Hennin a due punte o sella. Copia dall'originale del 1445–50.
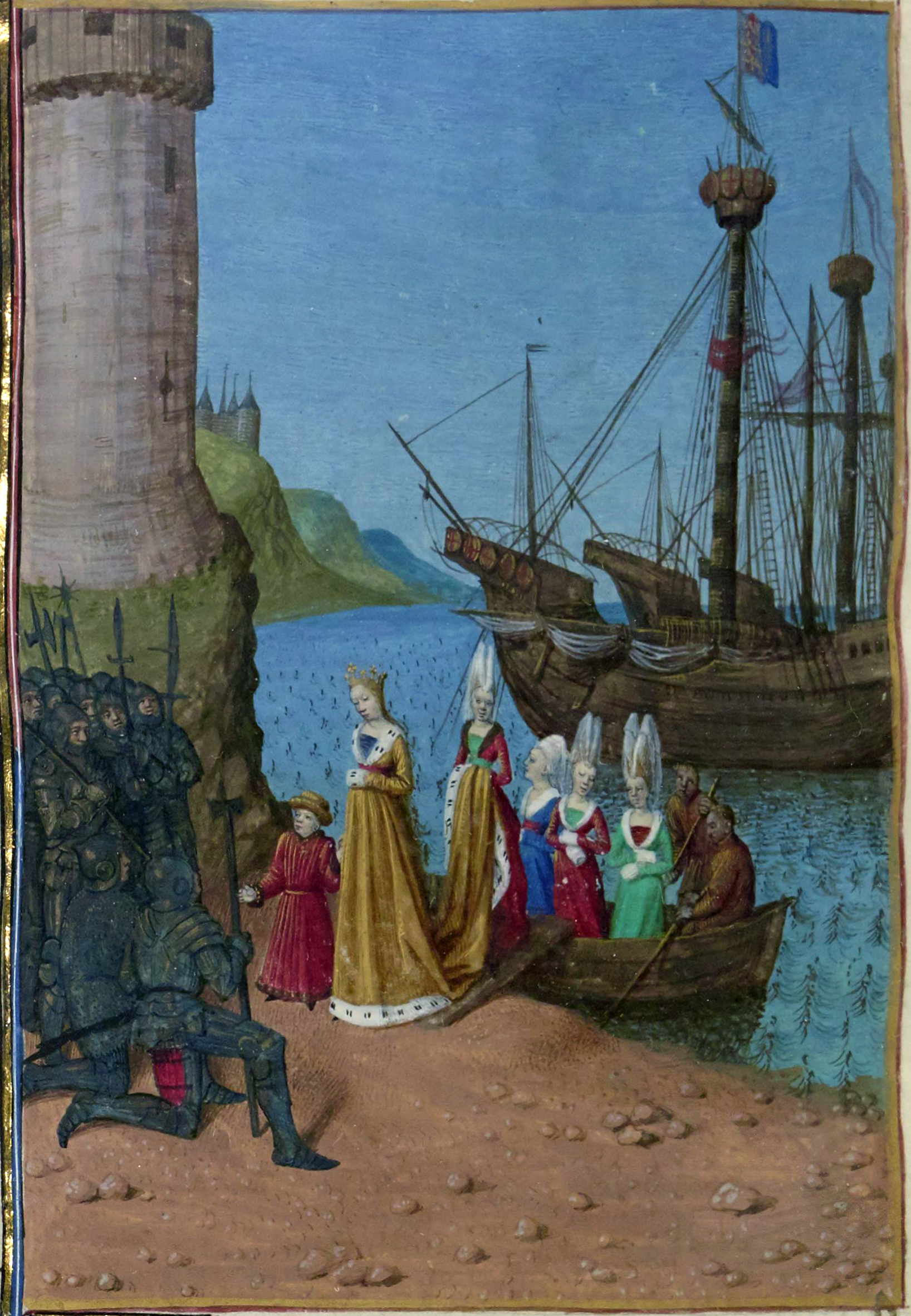
Jean Fouquet, Francia c. 1455–60. Le damigelle in fila indossano degli hennin a due punte molto alti.
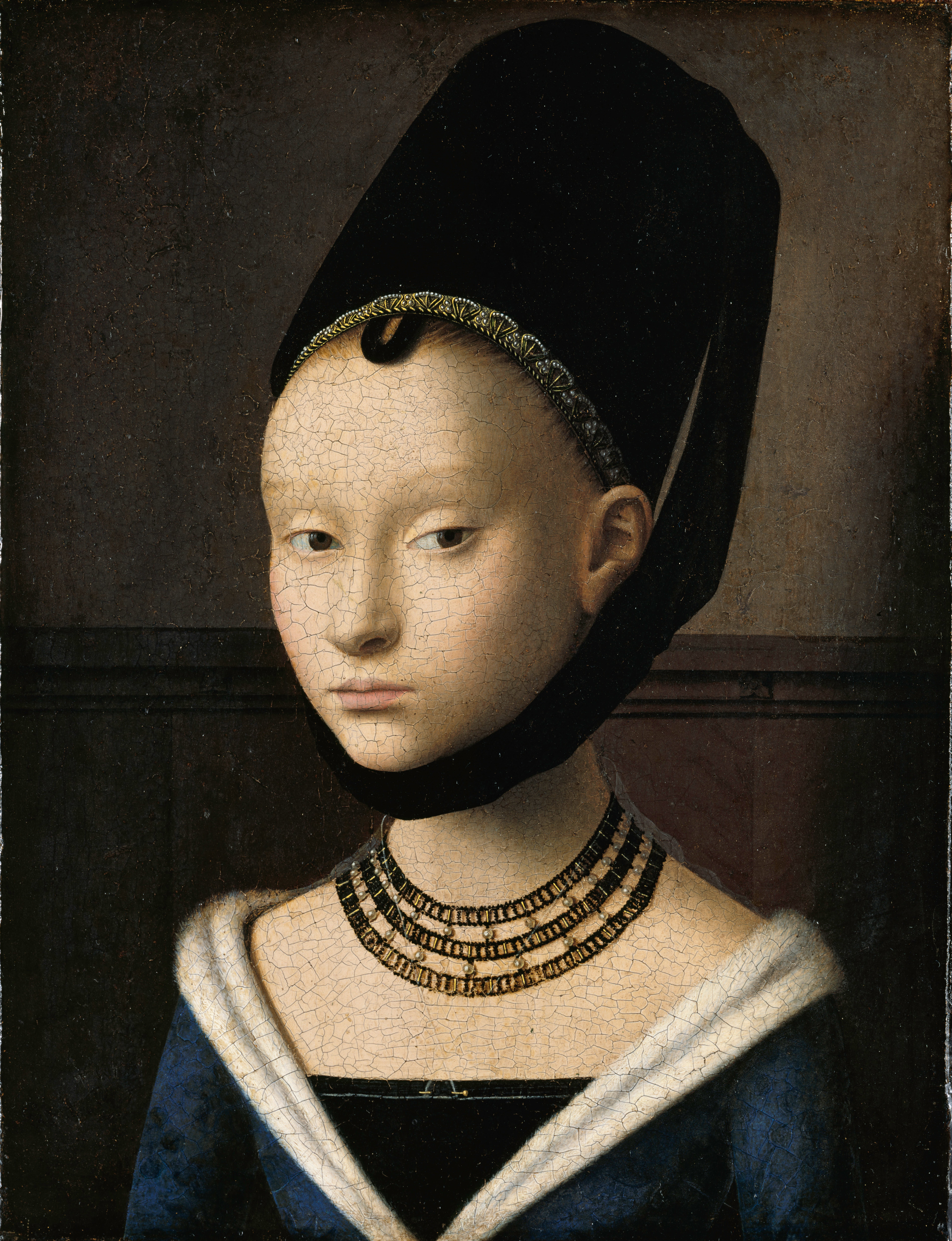
Petrus Christus, Ritratto di fanciulla. Hennin troncato secondo la moda dei Paesi Bassi intorno al 1460.
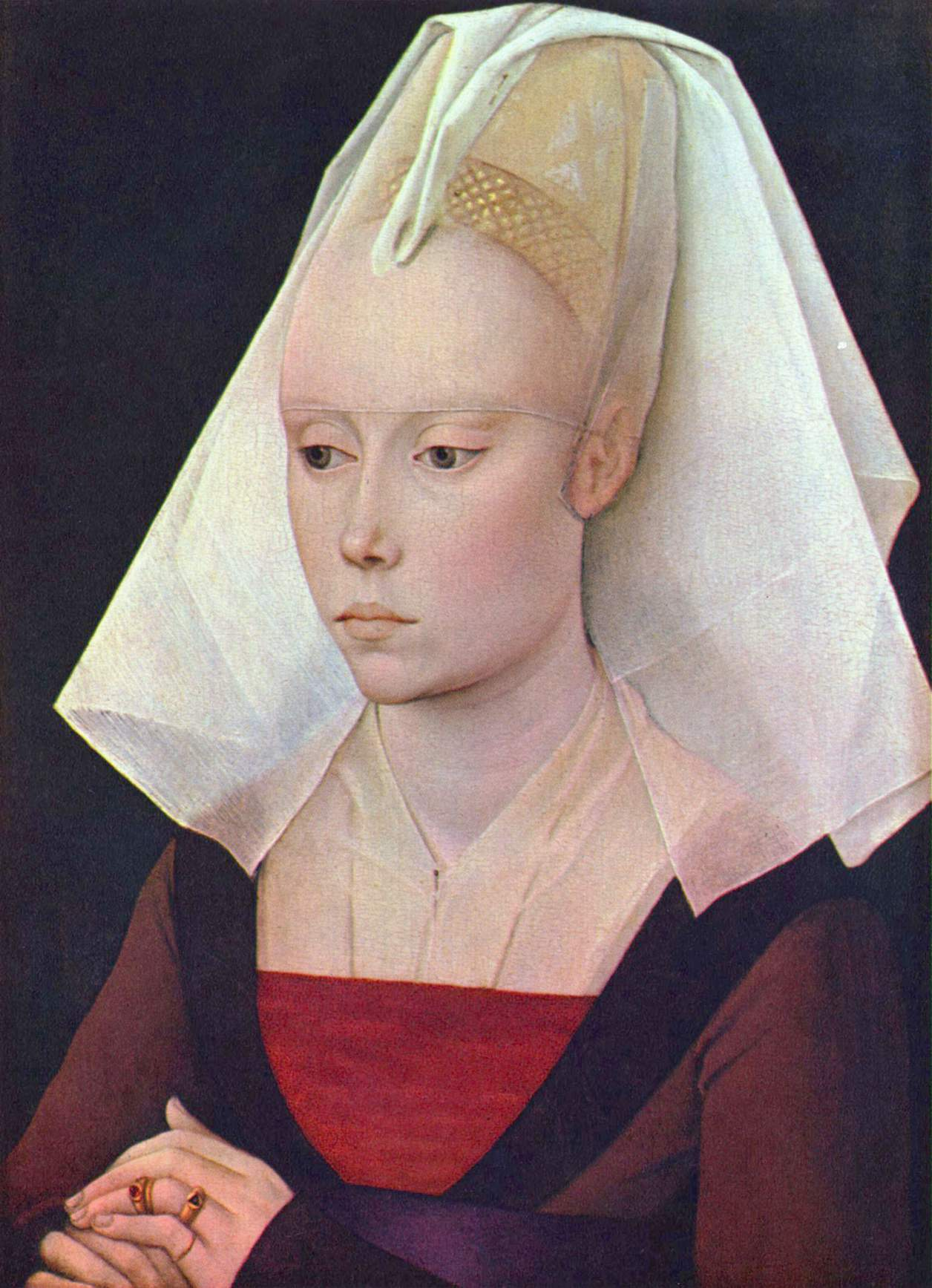
Bottega di Rogier van der Weyden, Ritratto di giovane donna, in questo caso il velo in avanti copre le sopracciglia, seconda metà del XV sec.